# 진해여객
진해여객자동차(鎭海旅客自動車)는 경상남도 창원시 진해구 진희로 3 (태평동)에 위치한 창원시의 시내버스 운수업체이다. 동아여객과 함께 진해 지역에 소재한 시내버스 운수업체 가운데 하나이며, 모든 진해 지역 내의 시내버스의 배차에 참여하고 있다.

## 역사[3]
1956년 2월 28일 설립되어 1977년 7월 28일 마산시내버스와 공동운수 협정을 체결하였다. 2002년 12월 13일 현 대표이사 전진안이 취임하였다.
2005년 7월 1일부터 진해 순환노선 155번, 166번을 신설하였고, 2006년 1월 1일부터 마산, 창원 시내버스와 무료환승제를 시행함과 동시에 기존 진해 순환노선(155번, 166번)을 각 독립노선인 155번과 164번으로 분리하였다.

## 차고지
- 경상남도 창원시 진해구 태평동 (본사: 진해지선 전노선 시종착)
- 경상남도 창원시 진해구 여좌동 (여좌차고지: 주박장소)
- 경상남도 창원시 마산합포구 덕동동 (덕동공영차고지: 164번 시종착)
- 경상남도 창원시 진해구 장천동 (장천차고지 :155 시종착)

## 운행 노선

### 간선버스
- ● 155번 : 소답동 → 서부스포츠센터(도계동) → 명지여자고등학교 → 시티7 → 창원시청 → 대동백화점 → 남산공원환승센터(남산시외버스정류소, 가음정공원) → 안민터널 → 석동 → 자은본동 → 장천동
- ● 156번 : 소답동 → 서부스포츠센터(도계동) → 명지여자고등학교 → 시티7 → 창원시청 → 대동백화점 → 남산공원환승센터(남산시외버스정류소, 가음정공원) → 안민터널 → 석동 → 자은3지구
- ● 164번 : 덕동공영차고지 → 현동초등학교→ 경남대학교 → 마산합포구청 → 어시장 → 신세계백화점 → 봉암공단 → 신촌동 → 장복터널 → 진해구민회관 → 롯데마트 → 자은주공A → 장천동

### 지선버스
- ● 301번 : 속천 → 남원로타리 → 중앙시장 → 경화시장 → 이동 → 풍호동 → 진해구청 (일부 시간대에 하행(속천방향)선은 진해역을 경유)
- ● 302번 : 속천 → 남원로타리 → 중앙시장 → 경화시장 → 덕산동 → 장천동 → 행암 (일부 시간대[4]에 행암-수치행 또는 학개마을행, 나가야, 진고 지선노선이 존재한다.)
- ● 303번 : 속천 → 남원로타리 → 중앙시장 → 경화시장 → 덕산동 → 장천주유소 → 어은동 → 웅천 → 제덕(남문) → 해양공원 → 수치 → 행암 → 장천동 → 덕산동 → 경화시장 → 태백삼거리 → 남원로타리 → 속천 (일부 시간대[5]에 수치, 괴정, 제덕, 진고, 산업도로 운행.)
- ● 305번 : 속천 → 남원로타리 → 공설운동장 → 여좌동사무소 → 진해고등학교 → 중앙시장 → 경화시장 → 덕산동 → 장전주유소 → 웅천동 → 웅동 → 용원 → 부영A (일부 시간대에 안골마을 경유, 가주동 경유, 검문소 경유 노선이 존재하며 이 노선은 동아여객과 공동 배차한다.)
- ● 306번 : 속천 → 남원로타리 → 중앙시장 → 경화시장 → 덕산동 → 장천동 → 행암 → 수치 → 해양공원 → 제덕(남문) → 웅천 → 어은동 → 장전주유소 → 덕산동 → 경화시장 → 태백삼거리 → 남원로타리 → 속천 (일부 시간대[6]에 수치, 괴정, 제덕, 진고, 산업도로 운행.)
- ● 307번 : 속천 → 남원로타리 → 진해역 → 경화역 → 석동 → 자은주공A → 진해구청(시영아파트)
- ● 309번 : 진해루 → 경화역 → 태백동 → 중앙시장 (중원로타리 순환)
- ● 315번 : 속천 → 공설운동장 → 진해역 → 경화역 → 석동 → 자은주공A → 장천주유소 → 웅천동 → 웅동 → 용원 (일부 시간대에 안골마을 경유 연장노선이 존재한다.)
- ● 317번 : 속천 → 남원로타리 → 진해여고 → 중앙시장 → 경화역 → 석동 → 자은3지구 → 자은주공A → 장천동 (풍호동평화마을 방향 우회 후 순환)
- ● 330번 : 웅천고 → 남문동 → 시티프라디움1차 → 시티프라디움2차 → 웅천시장입구 → 웅천고 (순환버스)

### 좌석버스
- ● 3006번 : 창원대학교 → 시티7 → 정우상가 → 은아아파트 → 남산공원환승센터(남산시외버스정류소, 가음정공원) → 성주사역 → 롯데마트 → 자은주공아파트 → 장전주유소 → 웅천 → 웅동 → 용원 → 신항부영 (이 노선은 대운교통, 창원버스와 공동 배차한다.)

## 보유 차량

#### 현대자동차
- 현대 뉴 카운티
- 현대 뉴 슈퍼에어로시티
- 현대 저상 뉴 슈퍼에어로시티
- 현대 일렉시티

## 관련 사이트
- 진해여객 홈페이지